# Peter Förtig

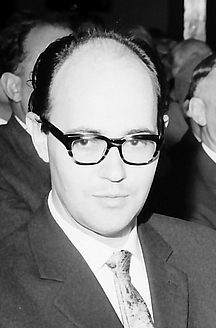
Peter Förtig (1966)

Peter Förtig (* 15. März 1934 in Pforzheim; † 12. April 2024) war ein deutscher Komponist und Musiktheoretiker.

## Werdegang
Förtig erhielt achtjährig seinen ersten Klavierunterricht bei Hedwig Fuchs in Pforzheim und ab dem 11. Lebensjahr Unterricht in Klavier und Musiktheorie bei Georg Mantel und Heinrich Cassimir in Karlsruhe. Erste öffentliche Auftritte hatte er im Alter von zehn Jahren, in derselben Zeit entstanden erste Kompositionen. 1951 war die Uraufführung einer Komposition für das Südwestdeutsche Kammerorchester Pforzheim; im selben Konzert trat er als Solist in Beethovens erstem Klavierkonzert C-Dur auf.
Nach dem Abitur am Reuchlin-Gymnasium Pforzheim studierte er von 1953 bis 1955 zunächst an der Musikhochschule Karlsruhe; Josef Schelb war hier sein Klavier- und Kompositionslehrer. Danach war er zwei Jahre freiberuflich als Pianist in Unterhaltungs- und Tanzorchestern tätig. 1957 setzte er seine Studien an der Musikhochschule Freiburg fort, wo Carl Seemann (Klavier) und Wolfgang Fortner (Komposition) seine Lehrer waren.
1961 wurde er zunächst Lehrbeauftragter, später Dozent und von 1969 bis zur Pensionierung Professor für Musiktheorie an der Hochschule in Freiburg. Dort hat er den Theorieunterricht weitgehend umstrukturiert.
Ergänzende Kompositionsstudien absolvierte er von 1965 bis 1967 bei Klaus Huber an der Basler Musikakademie.
1966 erhielt Peter Förtig den Reinhold-Schneider-Preis (Förderpreis), Kulturpreis der Stadt Freiburg, im Breisgau. Außerdem erhielt Peter Förtig in Nürnberg den Kompositionspreis für ein Orgelwerk.
Sein 115 Werke umfassendes Œuvre beinhaltet von Liederzyklen mit Klavier oder Ensemble, Chormusik mit und ohne Instrumentalbegleitung, bis hin zum großdimensionierten Werk für Orchester, Chor und Solisten, darunter Konzerte, sowie Orgelmusik.

## Auszeichnungen
- 1966 Reinhold-Schneider-Preis der Stadt Freiburg für Musik
- 1969 Preisträger für die Komposition Stationes beim Orgelkompositionswettbewerb der Musica Sacra Nürnberg.